# Caisse d'amortissement de la dette sociale
La Caisse d'amortissement de la dette sociale (CADES) est un organisme gouvernemental français créé par l'ordonnance no 96-50 du 24 janvier 1996 (« plan Juppé »), et dépendant de cinq ministères de tutelle (Économie, Comptes publics, et les trois ministères chargés des trois branches de la sécurité sociale : Santé, Travail et Vieillesse). 
Elle s'est vue transférer le montant de la dette sociale avec pour mission de la rembourser. Sa principale ressource est la perception de la Contribution pour le remboursement de la dette sociale (CRDS), ainsi que d'une partie de la Contribution sociale généralisée (CSG). La CADES fait appel également pour son financement aux marchés financiers (elle émet sa dette en euros, mais aussi en devises tierces : dollar, yen, franc suisse et différentes autres devises), l'État français restant responsable en dernier recours des engagements de la CADES.

## Amortissement de la dette et prolongations successives
L'existence de la CADES, limitée à treize ans à son origine, a été prolongée à plusieurs reprises du fait des reprises successives de dettes.
Sur l'année 2019, 16,7 milliards d’euros de dette ont été remboursées par le biais de plusieurs taxes, comme la CRDS, entrainant la promesse d'une dette amortie en 2024.
Un nouvel allongement jusqu'à 2033 et une nouvelle augmentation de la dette de 136 milliards d'euros (dite « dette Covid ») sont actés en 2021. Ce nouveau transfert est contesté par l’économiste Michaël Zemmour, pour qui la gestion de la dette directement par l’État aurait coûté moins cher grâce au roulement de la dette. Celui-ci s’appuyait d’ailleurs sur les doutes du Haut conseil au financement de la protection sociale exposés dans la conclusion d’une note publiée en mai 2020.
À la fin de l’année 2022, la Cades a amorti depuis l’origine 224 milliards d’euros sur les 360 milliards d’euros repris,.
Entre 1996 et 2018, alors que la Cades avait repris 260,5 milliard d’euros de dette et reçu 208 milliards d’euros de recettes, l’amortissement n’a représenté que 153 milliards d’euros du fait de l’impact des intérêts et des commissions financières,.

## Financement sur le marché obligataire
Le taux de refinancement sur l’ensemble du portefeuille de dettes de la CADES s’établissait au 31 mai 2015 à 2,14%. L'émission d'obligations sur le marché est déléguée sous mandat de gestion à l'Agence France Trésor depuis 2017, aussi émettrice pour le compte principal de l'État. Selon Le Canard enchaîné, depuis au moins 2016, ces financements se font à un taux très supérieur à ceux attendus par le marché, ce qui permet de bénéficier d'une surprime encaissable immédiatement, et de masquer l'endettement réel de l'État.
En 2015, la CADES a diversifié ses sources de financement en lançant son premier emprunt obligataire de 3 milliards de yuans (424 M€) après un accord signé avec la Bank of China. Il s'agissait alors de l'émission en monnaie chinoise la plus importante pour un émetteur non-chinois.

## Direction
Les organes de direction sont constitués du Conseil d'Administration (CA) et du Comité de Surveillance (CS).

### Présidents du CA
- Benoît Jolivet : Du 25 avril 1996 jusqu'au 9 septembre 1999[12]
- Patrice Ract-Madoux : Du 9 septembre 1999 jusqu'au 15 mai 2017[13],[14],[15],[16],[17]
- Jean-Louis Rey : Depuis le 15 mai 2017[18],[19]